# ハディセ
ハディセ（トルコ語:Hadise）、本名ハディセ・アチュクギョズ（Hadise Açıkgöz、1985年10月22日 - ）は、ベルギー・モル出身のトルコ人のR&Bシンガーソングライター、司会。TMFの受賞者で、ユーロビジョン・ソング・コンテスト2009のトルコ代表である。
2005年、ハディセはデビュー・アルバム『Sweat』を発売した。アルバムからは「Milk Chocolate Girl」、「Bad Boy」、「Stir Me Up」などの5つのヒット・シングルが生み出された。特に「Stir Me Up」によってハディセはトルコで金蝶賞（Altın Kelebek）を受賞した。
ハディセは次いでセルフ・タイトルのアルバム『Hadise』をベルギー、トルコの両国で発売し、「A Good Kiss/Deli Oğlan」、「My Body」、「Aşkkolik」のヒット・シングルが生み出された。
ハディセは3番目のアルバムを製作中であり、またユーロビジョン・ソング・コンテスト2009に楽曲「Düm Tek Tek」でトルコ代表として参加するための準備を進めている。ハディセは、同大会にトルコ代表として参加する初のトルコ国外の生まれの歌手である。
ハディセの作風は、R&Bとトルコ・ポップ、ダンス・ミュージックを混ぜ合わせたものである。ハディセはまたリリシストであり、その歌詞は高い評価を得ている。

## 来歴

### 初期
ハディセはベルギー、アントウェルペン州のモルにて1985年10月22日に生まれた。彼女の両親はチェルケス人（Circassian）の血を引いており、トルコのスィヴァス出身で、ベルギーに移住しモルに定住した。ハディセは2人の姉妹と1人の兄弟がいる。ハディセの名前は「出来事」を意味している。ハディセの祖父は、彼女の姉にこの名前をつけることを考えていた。
ハディセは幼い頃から音楽業界でキャリアを築くことを望み、16歳でプロの歌手になった後も教育を受け続け、マーケティングで学位（BA）を取得した。ハディセはトルコ語、フラマン語、英語、フランス語、ドイツ語を話す。
ハディセは2003年、17歳のときにフランドルのアイドルシリーズ、Idool 2003への参加によって知名度を上げた。ハディセはこの企画に参加した後、彼女の才能を認められてレコード会社から契約のオファーを受けた。

### 2005年-2006年: "Sweat"

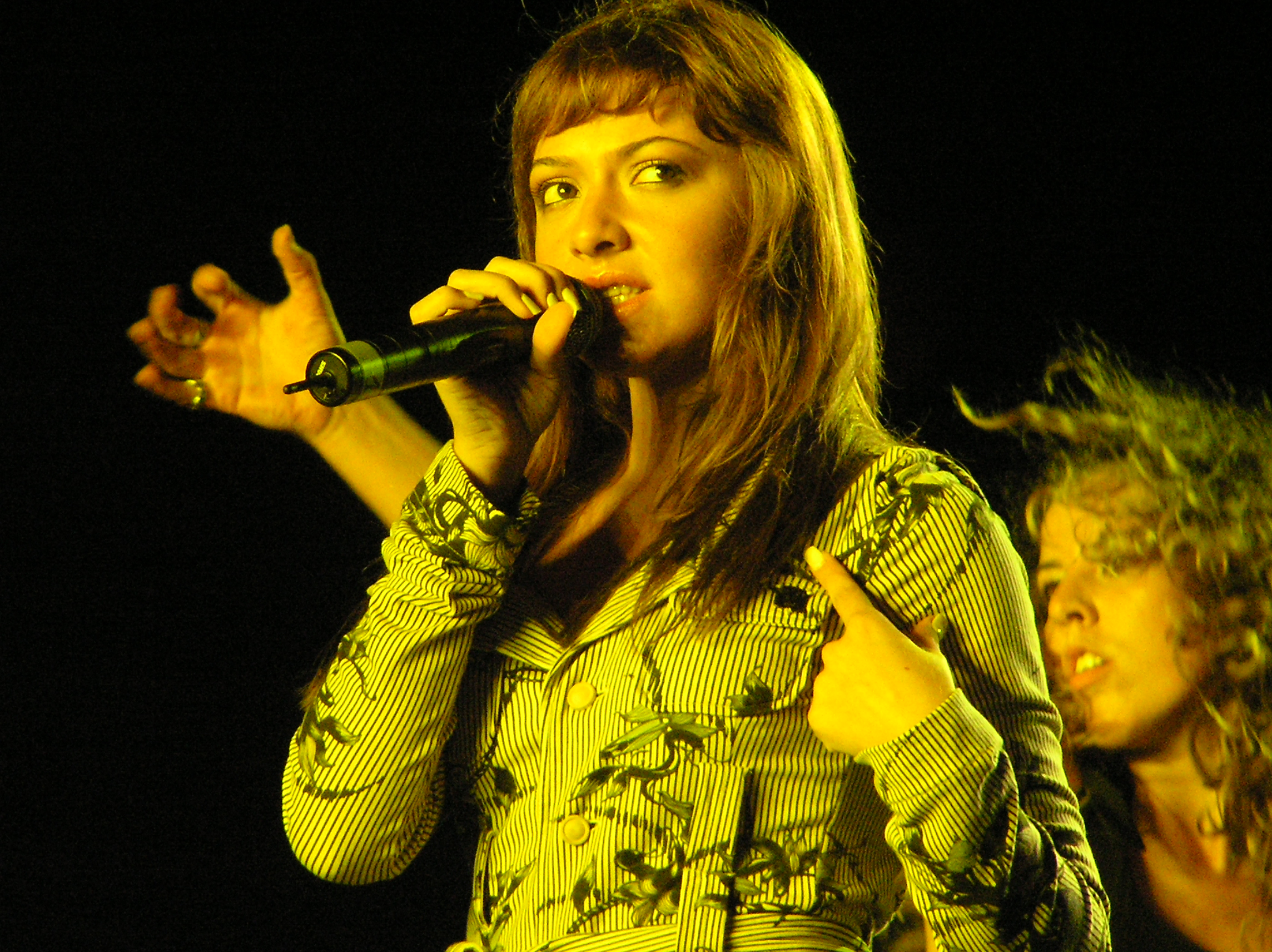
2006年のベルギーでのコンサートにて。

Idool 2003への出場後まもなく、ハディセは2Brain recordsのマネージャー・ヨハン・ヘンドリックス（Johan Hendrickx）から連絡を受けた。ヘンドリックスはハディセのパフォーマンスに感銘を受け、レコード会社への契約を持ちかけた。ハディセのデビュー・シングル「Sweat」は2004年11月に発売され、Ultratop 50で14位にまで上った。ハディセはさらにシングル「Stir Me Up」を出し、トルコとベルギーの両国で人気を得た。ハディセはシングル「Milk Chocolate Girl」を発売した。同曲はハディセのデビュー・アルバムからの最大のヒットとなり、Ultratop 50では13位まで上った。デビュー・シングルの発売から1年語、2005年11月に、ハディセはデビュー・アルバム「Sweat」を発売した。このアルバムにはイヴ・ガイヤール（Yves Gaillard）との共演も収録されている。
ハディセはPopstarsの司会を務めた。同番組は毎週平均で2千万人ほどが見ており、ハディセにとって大きな成功となった。

### 2008年-: "Hadise"
ハディセは2枚目のスタジオ・アルバムの制作を2007年の12月から始めた。アルバムはトルコ、フランス、ベルギー、イタリアなど多くの国々で録音された。ハディセはリード・シングル「A Good Kiss」を2007年の10月に発売した。このシングルは、ハディセのシングルとしては6枚連続のUltratop 50ランクインとなった。この曲はまたトルコでも成功し、トルコのBillboard Chartに初めてランクインした。この曲は後にセゼン・アクスによってトルコ語化され、2008年の夏にトルコのクラブで最も使用された曲となった。
ハディセはさらに2つのシングルをベルギーで発売した。このうち「My Body」はハディセの最もよく売れたシングルとなり、他方で「My Man and the Devil on His Shoulder」はハディセのシングルでは初めてUltratop 50にランクインせずに終わった。
2008年、ハディセはセルダル・オルタチ（Serdar Ortaç）のアルバム『Nefes』収録の「Düşman」に共演した。同年7月、ハディセはアメリカ合衆国訪問でケヴィン・フェダーライン（Kevin Federline）に会い、将来のアルバムに収録するための楽曲を制作したことを明らかにした。ベルギーの視聴者に向けたハディセの新しい映像では、ハディセは次のアルバムには都会的なビートを取り入れ、またブリトニー・スピアーズやジャスティン・ティンバーレイク、アリシア・キーズ等の有名歌手の仕事をしたプロデューサを起用するとした。
2008年10月、ハディセはXファクターのベルギー版（X-factor）の司会を務めた。

## ユーロビジョン・ソング・コンテスト2009
ハディセは2007年、友人のケイト・ライアン（Kate Ryan）がユーロビジョン・ソング・コンテスト2006に参加して決勝に進出できなかったとき、自分はユーロビジョンには参加しないと言明していた。しかし2008年、ハディセはトルコ代表として同大会に参加したいと述べ、2008年10月24日、ハディセがトルコ代表としてユーロビジョン・ソング・コンテスト2009に参加することが明らかにされた。ハディセは各種のオンライン投票でトルコ代表に推されていた。2008年10月の末に、トルコでユーロビジョンの放送などを担当するトルコ国営放送（TRT）の部長イブラヒム・シャヒン（İbrahim Şahin）は、ハディセがTRTによる投票の結果、トルコ代表として選ばれ、これに基づいてトルコ国営放送はハディセをトルコ代表として大会に参加させることを決定したと述べた。

### 選考
ハディセはユーロビジョン・ソング・コンテストに参加する曲について全て自分で判断した。ハディセは作詞者、作曲者、プロデューサ、そして歌詞を英語とすることを決定した。そして、トルコの新聞Sabahによって、トルコ国営放送に3曲を候補として送ったことが明かされた。
ハディセはベルギーの新聞に対し、自身がベルギーではなくトルコ代表として大会に参加するのは、既に自身がベルギーで多くの賞を受けていること、そしてユーロビジョンがベルギーではもはや人気ではない一方、トルコでは高い人気を持っていることを挙げた。また、トルコ代表を決める方式が電話投票ではなく内部選考であることも、彼女がトルコからの参加を選ぶ要因であったとしている。
ハディセがベルギーではなくトルコから参加することを決めた理由として、金銭取引があったのではないかとする噂があった。しかしハディセは、既にベルギーでは多くの賞を受け、多くの成功を収めており、トルコでの成功のためにトルコからの参加を選んだことを表明している。2008年12月31日、大会に参加する楽曲は「Düm Tek Tek」であると公表された。

### 宣伝ツアー
2009年2月の初頭から、ユーロビジョンでのプロモーションのために、ハディセはヨーロッパ各国を回った。このツアーは2月5日にマルダで開始され、ユーロビジョンの準決勝が行われる1週間前の5月5日まで続く。

## テレビでのキャリア
2006年、ハディセは2千万人の視聴者があるテレビ番組Turkiye Popstarの司会を務めた。
2008年から2009年にかけて、ハディセは初めてベルギーのテレビ番組の司会の仕事を得た。彼女はVtmで放送されるXファクターのベルギー版（X Factor）の司会を務めた。これはハディセの初のベルギーでの仕事であった。ハディセは生中継の中で審査員の1人が企画を去る危機的な状況をうまく仕切った。ハディセはX Factorの参加者を支援したことについて彼らから感謝を受けている。

## 俳優としてのキャリア
ハディセは2つの映画への出演を拒否してきた。1つはトルコの映画の主演であった。この映画についての詳細は知られていないが、2人の姉妹の物語であり、うち1人の役をハディセに持ちかけられたものと見られる。
2008年7月、ハディセはトルコのコメディ映画への出演の依頼を受けた。ハディセはこれまでに2度映画の出演を否定してきているが、なおハディセはこの映画の役を担っていると考えられ、また彼女が映画出演に興味を持ち、これを引き受けたとする見方もある。

## 私生活
ハディセは私生活について頑なに秘密主義を貫き、特に交際関係については明らかにはされていない。これについて、ハディセがトルコ系の民族的背景の中で育ったことによると見られている。彼女の交友関係に関して、いぜん公にはなっていない。

## 批判
ハディセの人種的なイメージに関する批判があり、「トルコ人の一部はそれを素晴らしいと考えるが、一部は度を越していると考えている」といわれた。
ハディセは「Deli Oğlan」のビデオ・クリップについて批判を受けた。ハディセと男性モデルによる映像がインターネット上に流出し、トルコのメディアの一部はこれをあまりにエロティックであると非難した。ハディセは後にビデオのシーンの一部をビデオから取り除いた。この映像への反応に関してMTV Türkiyeから感想を求められたのに対し、ハディセはコメントを避けた。

## 影響
ハディセはクリスティーナ・アギレラ、ジャネット・ジャクソン、アリシア・キーズ、マライア・キャリーらを賞賛すると述べている。ハディセの楽曲はトルコの音楽にも影響を受けており、ハディセの音楽は双方の影響を混交した特徴的なものとなっている。トルコの音楽とのアーバン・ミュージックの影響のミックスの例としては「Stir Me Up」や「Bad Boy」、「A Good Kiss」、「Don't Ask」などがある。

## ディスコグラフィー
完全なディスコグラフィーについてはHadise discographyを参照。

### アルバム
- 2005年: Sweat
- 2008年: Hadise
- 2009年: Fast Life
- 2010年: Kahraman

### チャート入りしたシングル
| 年     | シングル              | チャート     | チャート   | アルバム |
| 年     | シングル              | ベルギーの旗 | トルコの旗 | アルバム |
| ------ | --------------------- | ------------ | ---------- | -------- |
| 2007年 | "Sweat"               | 19           | -          | Sweat    |
| 2007年 | "Stir Me Up"          | 12           | 1          | Sweat    |
| 2007年 | "Milk Chocolate Girl" | 13           | -          | Sweat    |
| 2007年 | "Bad Boy"             | 22           | 5          | Sweat    |
| 2007年 | "A Good Kiss"         | 28           | 6          | Hadise   |
| 2008年 | "My Body"             | 8            | -          | Hadise   |
| 2008年 | "Deli Oğlan"          | -            | 3          | Hadise   |
| 2008年 | "Aşkkolik"            | -            | 17         | Hadise   |

## 受賞
以下はハディセが受賞、あるいはノミネートされた賞の一覧である。
| 年   | タイトル               | 賞               | ノミネート作品 | 結果       |
| ---- | ---------------------- | ---------------- | -------------- | ---------- |
| 2005 | TMF Awards             | Best New Artist  | Sweat          | ノミネート |
| 2005 | Altın Kelebek ödülleri | Best New Female  | Stir Me Up     | 受賞       |
| 2006 | TMF Awards             | Best Urban Act   | Sweat          | 受賞       |
| 2007 | TMF Awards             | Best Urban Act   | A Good Kiss    | 受賞       |
| 2008 | MTV EMA awards         | Best Turkish Act | Deli Oğlan     | ノミネート |
| 2008 | TMF Awards             | Best Urban Act   | My Body        | ノミネート |
| 2008 | TMF Awards             | Best Female      | Hadise         | ノミネート |
| 2008 | TMF Awards             | Best Video       | My Body        | ノミネート |